# Lozère
Lozère (wymowaⓘ, loˈzɛːʀ) – francuski departament położony w regionie Oksytania. Utworzony został podczas rewolucji francuskiej 4 marca 1790. Departament oznaczony jest liczbą 48.
Według danych na rok 2010 liczba zamieszkującej departament ludności wynosi 77 082 os. (14  os./km²); powierzchnia departamentu to 5167 km² (jest to najsłabiej zaludniony departament Francji). Ośrodkiem administracyjnym (prefekturą) i największym miastem departamentu jest Mende.
W 2023 roku w skład departamentu wchodziły 152 gminy (lista).

## Miejscowości
Największe miejscowości departamentu (w nawiasach liczba ludności w 2021 roku):

- Mende (12 316)
- Marvejols (4738)
- Saint-Chély-d’Apcher (4096)
- Langogne (2867)
- Peyre en Aubrac (2300)
- La Canourgue (2099)
- Florac Trois Rivières (2096)
- Bourgs sur Colagne (2078)
- Chanac (1437)
- Saint-Alban-sur-Limagnole (1377)
- Monts-de-Randon (1236)
- Montrodat (1180)
- Mont-Lozère-et-Goulet (1085)
- Banassac-Canilhac (1072)
- Badaroux (990)
- Massegros Causses Gorges (936)
- Chastel-Nouvel (926)
- Gorges du Tarn Causses (901)
- Ispagnac (898)
- Saint-Germain-du-Teil (858)
- Meyrueis (784)
- Barjac (773)

## Przypisy

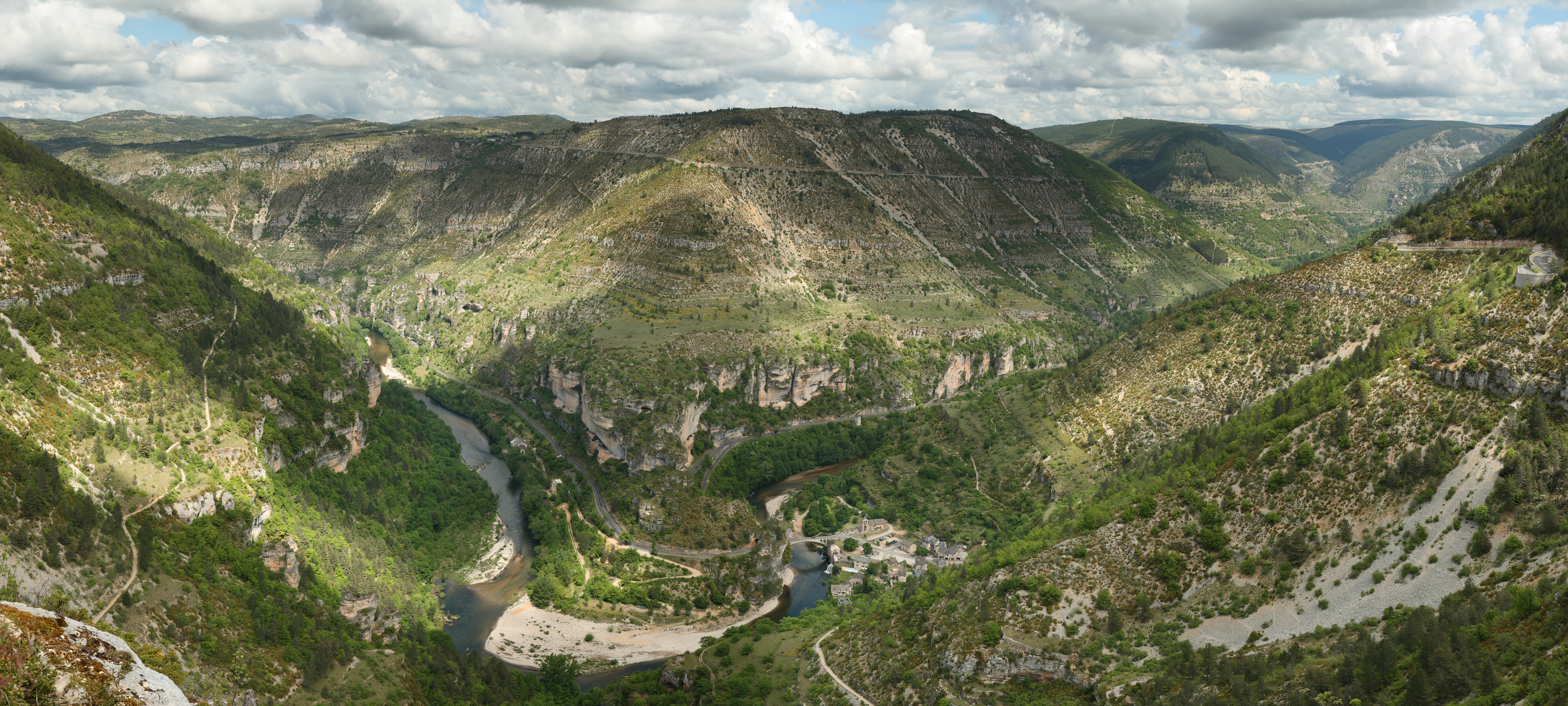
Widok na kotlinę, w której znajdują się wioski Sainte-Enimie i Saint-Chély-du-Tarn.